# Mainbrücke Karlstadt
Die Mainbrücke Karlstadt ist eine Straßenbrücke in Unterfranken, die bei Flusskilometer 226,23 den Main überspannt und Karlstadt mit dem Ortsteil Mühlbach verbindet. Der Brückenüberbau aus Spannbeton stammt aus dem Jahr 1952 und war einer der ersten in Deutschland, der im Freivorbau errichtet wurde.

## Brücke von 1880
Die Brücke über den Main zwischen Karlstadt und Mühlbach wurde am 28. November 1880 eingeweiht. Es war die erste Mainbrücke im 52 Kilometer langen Flussabschnitt zwischen Lohr und Würzburg. Die Straßenbrücke besaß eine 4,4 m breite Fahrbahn und auf beiden Seiten 0,7 m breite Gehwege. Die rund 160 m lange Konstruktion wies vier nahezu gleich große Öffnungen auf. Die Hauptträger des Überbaus bestanden aus parabelförmigen Stahlfachwerkträgern mit unten liegender Fahrbahn. Am 27. März 1945 wurde der Brückenüberbau durch deutsche Truppen gesprengt.

## Brücke von 1952
Im Jahr 1952 folgte der Neubau des Überbaus mit Spannbeton. Am 24. Juni 1953 segnete der Würzburger Bischof Julius Döpfner die neue Brücke. Die alten Pfeiler und Widerlager wurden erneut verwendet, mussten aber verbreitert werden. Die Konstruktion weist vier Felder mit einer Gesamtstützweite von 158,89 m auf. In den Außenfeldern beträgt die Stützweite 39,76 m und die beiden Innenfelder spannen 39,68 m weit.
Die insgesamt 12,1 m breite Straßenbrücke besitzt zwei Fahrstreifen mit je 3,75 m sowie beidseitig Gehwege mit je 2,1 m Breite. Das Bauwerkssystem ist in Längsrichtung ein Durchlaufträger. In Querrichtung ist ein zweizelliger, 9,4 m breiter Hohlkasten mit drei 0,5 m dicken Stegen sowie einer 0,25 m dicken Fahrbahnplatte vorhanden, die beidseitig 1,35 m auskragt. Der Hohlkasten ist mit einer Konstruktionshöhe von 2,0 m über den Pfeilern und 1,5 m in Feldmitte gevoutet ausgebildet und in Längs- und Querrichtung vorgespannt.
Die beiden Außenöffnungen wurden auf einem Lehrgerüst betoniert. Die Herstellung der östlichen Mittelöffnung erfolgte im Freivorbau, wobei der bis zu 40 m auskragende Balken mit einem Hilfspylon abgespannt wurde. Die zweite Mittelöffnung wurde von beiden Seiten im Freivorbau ausgeführt.
Ein Brückenpfeiler steht mitten in der Fahrrinne und ist nicht ausreichend sicher gegen Schiffsanprall. Da eine Brückensanierung zu aufwändig ist, wurde deshalb Ende 2007 vom staatlichen Bauamt Würzburg ein Neubau beschlossen.